# Jacques Benveniste
Pour les articles homonymes, voir Benveniste.
Jacques Benveniste, né le 12 mars 1935 à Paris et mort le 3 octobre 2004 dans la même ville, est un médecin et immunologiste français.
En 1988, il publie des travaux de recherche sur une hypothétique mémoire de l'eau qui ont débouché sur une importante controverse scientifique et qui ont depuis été invalidés scientifiquement.

## Biographie
Il obtient le baccalauréat en 1951, et de 1953 à 1960 il étudie la médecine à la faculté de Paris.
À partir de 1965, il travaille à l'Institut de recherche sur le cancer du CNRS, puis, en parallèle, devient chef de clinique à la faculté de médecine de 1967 à 1969. Il exerce alors à la Scripps Clinic & Research Foundation en Californie.
En 1971, il découvre un facteur activateur des plaquettes sanguines, le PAF-Acether, ce qui lui vaut une médaille d'argent du CNRS.
En 1973, il entre à l'INSERM où il poursuit sa carrière. Il y dirige plusieurs unités de recherche et est le conseiller de Jean-Pierre Chevènement, alors ministre de la Recherche, de 1981 à 1983.
Jacques Benveniste meurt à l'âge de 69 ans lors d'une opération du cœur, le 3 octobre 2004,.

## La «mémoire de l'eau»
Jacques Benveniste et son équipe affirment en 1988 être parvenus à activer la dégranulation de granulocytes basophiles avec des hautes dilutions d'anticorps IgE. La réponse biologique observée est interprétée comme la démonstration que l'eau avait conservé les propriétés d'une substance qui ne s'y trouvait plus. Ce résultat pouvait être vu, entre autres, comme validant le principe de l'action de la dilution en homéopathie.
Cette publication déclenche de fortes réactions dans la communauté scientifique internationale. Malgré la qualité de ses découvertes antérieures, Jacques Benveniste finit par être discrédité comme chercheur auprès d'une partie de la communauté scientifique. 
En 1989, il devient pour Albin Michel, directeur de la collection « Aux marches de la science », qui publie des essais pseudoscientifiques teintés d'ésotérisme, notamment sur les Ovnis.
L'Unité 200 qu'il dirige à Clamart est officiellement fermée en décembre 1993. Il quitte l'INSERM en 1995 à l'âge de 60 ans et poursuit ses recherches dans l'ombre jusqu'en 2004.

### Prix parodique
En 1991 et 1998, le prix parodique Ig Nobel de chimie est attribué à Jacques Benveniste pour son affirmation que l'eau a une mémoire et que ses propriétés pouvaient être transmises par des vecteurs ondulatoires appropriés et notamment via le téléphone et Internet.

## Publications
- (en) E. Davenas, F. Beauvais, J. Amara, M. Oberbaum, B. Robinzon, A. Miadonnai, A. Tedeschi, B. Pomeranz, P. Fortner, P. Belon, J. Sainte-Laudy, B. Poitevin et J. Benveniste, « Human basophil degranulation triggered by very dilute antiserum against IgE », Nature, vol. 333, no 6176,‎ 30 juin 1988, p. 816–818 (PMID 2455231, DOI 10.1038/333816a0, Bibcode 1988Natur.333..816D, S2CID 12992106, lire en ligne).
- Techniques de diagnostic en allergologie, avec Corinne Théobald-Segalen, Paris, Masson, coll. « A.B.C. »,  1985, 71 p.,  (ISBN 2-225-80447-8).
- Ma vérité sur la « mémoire de l'eau », avec François Cote, préf. Brian D. Josephson, Paris, Albin Michel, 2005, 221 p.  (ISBN 2-226-15877-4).